# Paul Madeley
Paul Madeley (Leeds, 1944. szeptember 20. – 2018. július 23.) válogatott angol labdarúgó, hátvéd, középpályás.

## Pályafutása

### Klubcsapatban
A  Farsley Celtic, majd a Leeds United korosztályos csapatában kezdte a labdarúgást. 1963-ban mutatkozott be az első csapatban, ahol egész pályafutása alatt játszott. Kétszer nyert bajnokságot (1968–69, 1973–74), egyszer angol kupát (1972) az együttessel. Tagja volt az 1967–68-as és az 1970–71-es vásárvárosok kupája-győztes csapatnak. 1972–73-ban KEK-döntős, 1974–75-ben BEK-döntős a csapattal. A Leeds United színeiben összesen 536 bajnoki mérkőzésen szerepelt és 25 gólt szerzett. 1980-ban vonult vissza az aktív labdarúgástól.

### A válogatottban
1971 és 1977 között 24 alkalommal szerepelt az angol válogatottban. 1971. május 15-én Belfastban mutatkozott be a csapatban Észak-Írország ellen, ahol 1–0-s angol győzelem született. Utolsó válogatott szereplése 1977 február 9-én egy barátságos mérkőzésen volt Hollandia ellen Londonban, ahol 2–0-s vereséget szenvedett Anglia.

## Sikerei, díjai
- PFA Team of the Year: 1973–74, 1974–75, 1975–76 (First Division)
- Az év játékosa a Leeds Unitedban: 1975–76

 Leeds United
- Angol bajnokság – másodosztály (Second Division)
  - bajnok: 1963–64
- Angol bajnokság (First Division)
  - bajnok (2): 1968–69, 1973–74
- Angol kupa (FA Cup)
  - győztes: 1972
- Angol szuperkupa (FA Charity Shield)
  - győztes: 1969
- Angol ligakupa
  - győztes: 1968
- Vásárvárosok kupája (VVK)
  - győztes (2): 1967–68, 1970–71
  - döntős: 1966–67
- Kupagyőztesek Európa-kupája (KEK)
  - döntős: 1972–73
- Bajnokcsapatok Európa-kupája (BEK)
  - döntős: 1974–75